# Warba
Warba est à la fois un village et un canton de la commune de Mora, située dans la région de l'Extrême-Nord et le département du Mayo-Sava.

## Géographie
Warba est situé non loin de la frontière avec le Nigeria, à 13km au Sud de Mora, sur un axe bitumé mais en très mauvais état.
La plaine de Warba présente un sol alluvial sablo-argileux. Ces sols, présents dans quelques plaines, rompent avec les sols sableux de la région et sont particulièrement propices à l'agriculture. Il s'agissait originellement d'une zone forestière qui a été déboisée au début des années 70.

## Population
En 1967, la population du village seul de Warba était estimée à 651 habitants. Le canton comptait lui 1 818 habitants. En 1970, Antoinette Hallaire estimait la densité de population à 60 habitants/m², cette forte densité s'expliquant par la qualité des sols pour l'agriculture.
Lors du recensement de 2005, le groupement comptait 4 200 habitants et le village de Warba lui-même comptait 2 340 habitants dont 1 152 hommes et 1 188 femmes.

## Structure administrative du groupement
Le canton de Warba est de taille modeste.
Outre Warba proprement dit, il comprend les villages suivants:
- Jilvé
- Goudouba

## Économie et infrastructures
Warba fait partie des 16 localités de la commune de Mora qui sont électrifiées.
La ville abrite un marché hebdomadaire qui contribue à l'économie locale.
La ville est une étape dans le circuit type des éleveurs de la région de Maroua. Ils s'y arrête en général pour vendre du lait pendant un mois.
L'économie, essentiellement agricole, est tenue par les populations Mandaras. Dans les années 1970, J. Boutrais constate que les montagnards louent les terres de la plaine de Warba à ces populations Mandaras. Les redevances se payent en mil, en épis ou en arachides.

## Éthnies et langues
On trouve à Warba des populations Mandara, Mouyeng et Ouldémé,.
Comme dans la plupart des zones de plaines de la région, la majorité de la population est musulmane.

## Boko Haram
En juin 2014, à la suite d'un affrontement, l'armée camerounaise abat à Warba 6 membres de Boko Haram.